# Lily Malloy
Lily Branning (previamente: Slater) es un personaje ficticio de la serie de televisión británica EastEnders, interpretada por varios infantes en del 23 de junio de 2010, hasta el 25 de diciembre del mismo año.